# تپه فیض‌آباد کندرک ۳
تپه فیض آباد کندرک ۳ مربوط به سده‌های ۹–۵ ه.ق است و در شهرستان زهک، بخش جزینک، دهستان خمک، ۵۰۰ متری جنوب شرقی روستای لچوی واقع شده و این اثر در تاریخ ۲۳ بهمن ۱۳۸۵ با شمارهٔ ثبت ۱۷۳۱۴ به‌عنوان یکی از آثار ملی ایران به ثبت رسیده است.